# Florence Parpart
Florence Parpart, née en 1856 à Hoboken dans le New Jersey, est une inventrice américaine.

## Biographie
Née à Hoboken, New Jersey, elle a vécu la majeure partie de sa vie à New York et à Philadelphie, où elle a mené une vie de femme au foyer tranquille jusqu'en 1904, date à laquelle elle a obtenu son premier brevet pour une balayeuse industrielle qui améliorait le brevet d'Eureka Frazer Brown de 1879,. En 1893, alors que Florence Parpart se promenait, elle a été salie par la machine de Frazer, ce qui l'a incitée à développer sa machine de nettoyage industrielle. Cette amélioration a permis une utilisation plus large et, deux ans plus tard, Parpart a vendu cette innovation dans plusieurs villes américaines, dont New York, Philadelphie et San Francisco.
Après avoir épousé Hiram D. Layman, elle a obtenu un brevet pour un réfrigérateur électrique en 1914, améliorant les modèles antérieurs qui rendaient obsolètes les glacières utilisées auparavant et changeant complètement non seulement la façon de conserver les aliments, mais aussi la façon de les cuisiner.
En participant à des foires commerciales et en développant ses propres campagnes publicitaires, elle est parvenue à commercialiser ses réfrigérateurs avec succès dans tout le pays,.

## Brevets
- FR343775 14 octobre 1904
- US1090925 24 mars 1914